# Carrera (motor)

Las fases y la carrera de un motor de cuatro tiempos.
1: Admisión
2: Compresión
3: Explosión
4: Expulsión

La carrera (también conocido como tiempos) es cada uno de los movimientos que se producen en los motores alternativos. Estos ciclos consisten en dos movimientos opuestos: uno en un sentido y otro en el sentido opuesto
En una locomotora de vapor o un motor de pistones, de vapor, Otto, o diésel, una carrera es el recorrido del pistón a lo largo de toda la cavidad del cilindro locomotor o el cilindro motor en una dirección.
La longitud de la carrera se determina por el movimiento del cigüeñal. La carrera puede ser también la distancia que recorre el pistón. La cilindrada depende del diámetro del cilindro, es decir, de su bulón y de la carrera del pistón.
En un motor rotativo sin pistones, el término se aplica al movimiento correspondiente al rotor; véase "Punto muerto (mecánica)".

## Motor de combustión interna 4T
El motor de combustión interna más moderno funciona con un ciclo de 4 tiempos; es decir, un ciclo completo del cilindro consta de 4 carreras, como se explica a continuación. Hay otros tipos de motores que pueden tener ciclos de carrera muy distintos.

### Carrera de admisión (1.ertiempo)
La carrera de admisión es el primer tiempo de los cuatro que componen los ciclos del motor de combustión interna. Esto implica el movimiento descendente del pistón, creando cierto vacío y generando una mezcla de aire y combustible en la cámara de combustión.
En un motor alternativo, en esa porción del ciclo los pistones se mueven del PMS (punto muerto superior) al PMI (punto muerto inferior), produciéndose la mezcla de aire y combustible en los cilindros.
Esto es en un cilindro de un motor (diésel o gasolina) de 4 tiempos. El primer paso es hacer la mezcla de aire y combustible en la cámara. La mezcla entra por un orificio que se abre y se cierra con una válvula. A esto se le llama "Admisión".

### Carrera de compresión (2.º tiempo)
La carrera de compresión es el segundo tiempo de los cuatro que componen los ciclos del motor de combustión interna.
En esta fase, la mezcla (en motores Otto) o el aire (en motores diésel) se comprime hasta la parte superior del cilindro, gracias al movimiento del pistón, hasta que se activa la bujía (en motores Otto) o se inyecta combustible en el aire comprimido, forzando el descenso del pistón (en motores diésel). En un motor diésel, la inyección de combustible suele darse en el punto muerto superior, a unos 4 grados mecánicos, esto se hace con intención de conseguir una ignición lo más completa posible del combustible.

### Carrera de expansión/explosión (3.ertiempo)
La carrera de expansión o explosión es el tercer tiempo de un motor de combustión.
Consiste en el movimiento del pistón hacia el PMS, generado por la fuerza del gas comprimido (en motores diésel) o la ignición de la bujía con la mezcla de aire y combustible comprimido (en motores Otto).

### Carrera de escape (4.º tiempo)
La carrera de escape es el último tiempo de un motor de combustión de 4 tiempos.
En esta fase, los gases del cilindro resultantes del combustible tras la compresión, salen del cilindro por la válvula de escape que se encuentra en la parte superior del cilindro. Los gases se comprimen cuando los pistones suben y se impulsan por la válvula abierta, la cual se cierra y permite que entre una nueva mezcla de aire y combustible, repitiendo el proceso.